# Mekomba
Mekomba est une localité de la région du Centre au Cameroun, localisée dans la commune de Mbandjock et le département de la Haute-Sanaga.

## Population
En 1963, Mekomba III comptait 303 habitants, principalement des Yezoum.
Lors du recensement de 2005, ce nombre s'élevait à 174.